# Airliner Number 4
Pour les articles homonymes, voir Avion (homonymie) et 4.
Le Airliner Number 4 ou Flying Hotel (avion de ligne n°4, en anglais) est un projet d'avion de ligne aile volante hydravion à flotteurs géant, des années 1930, de style « paquebot » ou Streamline Moderne, du designer industriel américain Norman Bel Geddes,,

## Historique

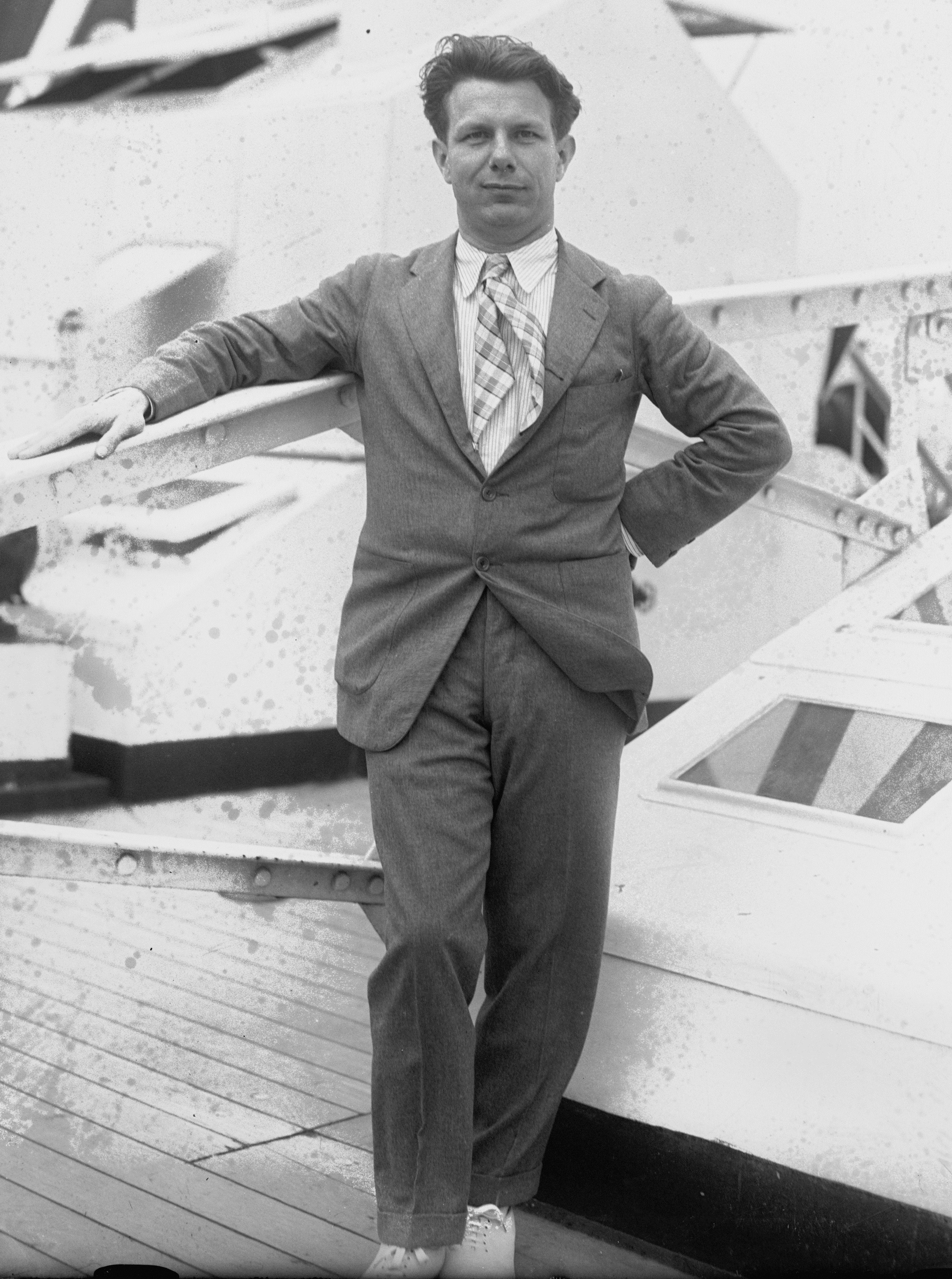
Norman Bel Geddes (1893-1958)

Norman Bel Geddes, (1893-1958) est un des designers américains les plus influents du début du XXe siècle (en tant qu'un des principaux créateurs du style Streamline Moderne ou style « paquebot », branche de l'Art déco qui applique l'aérodynamique au design industriel). 

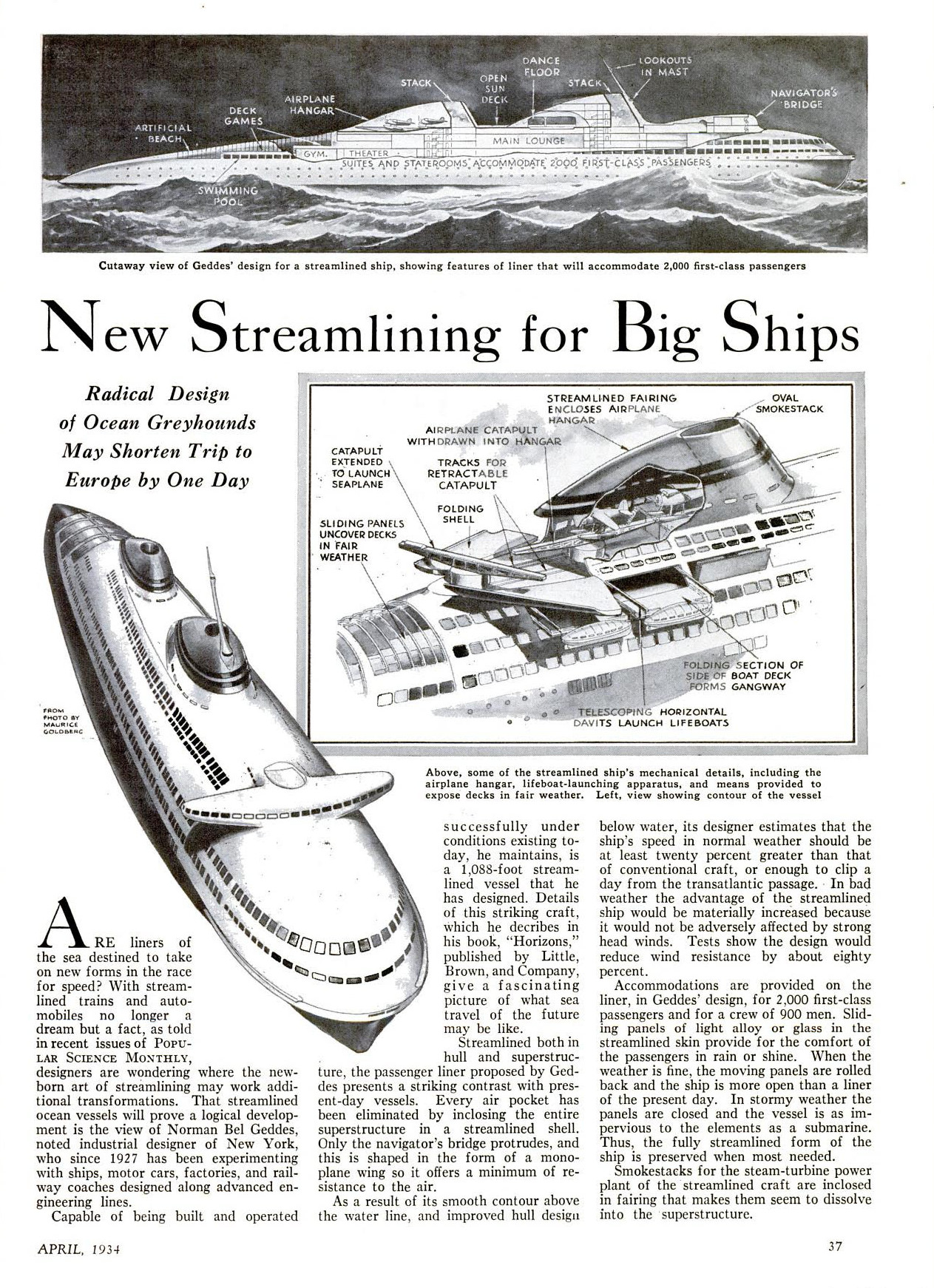
Projet de paquebot « Ocean Liner » de Norman Bel Geddes (1932)

Il imagine et étudie ce projet visionnaire d'avion du futur entre 1929 et 1932, un des avions les plus géants de l'histoire de l'aviation, conçu comme un paquebot transatlantique volant géant de luxe, qu'il présente avec succès dans son livre Horizons de 1932 (ouvrage de référence du design Streamline Moderne), ainsi qu'à son exposition Futurama du pavillon General Motors de l'Exposition universelle de New York 1939-1940,.
L'avion est structuré en aile volante hydravion à flotteurs géant, de 161 m d'envergure, propulsé par 20 moteurs à hélice de 38000 ch (20 x 1 900 ch), avec deux paquebots à titre de flotteurs (inspirés de son projet de paquebot futuriste « Ocean Liner » de 1932), avec neuf ponts (ou étages), pour plus de 600 passagers (dont 155 membres d'équipage) capables de vivre à bord comme sur un paquebot de croisière transatlantique, avec espaces publics, salles à manger, salle de concert, salle de sport, solarium, bibliothèque... Un ravitaillement en vol au dessus de Terre-Neuve au Canada devait permettre un vol direct sans escale en 42 heures entre Chicago et Londres,,.

## Autres aéronefs géants concurrents
L'avion de demain, de Le Corbusier (1923), Junkers J.1000 (en) (1924), Dornier Do X (1929), Tupolev ANT-20 « Maxime Gorki » (1934), LZ 129 Hindenburg (1936), Hughes H-4 Hercules, d'Howard Hughes (1947), aile géante publicitaire Bohn Aluminum and Brass Corporation (en) (1947) ... 

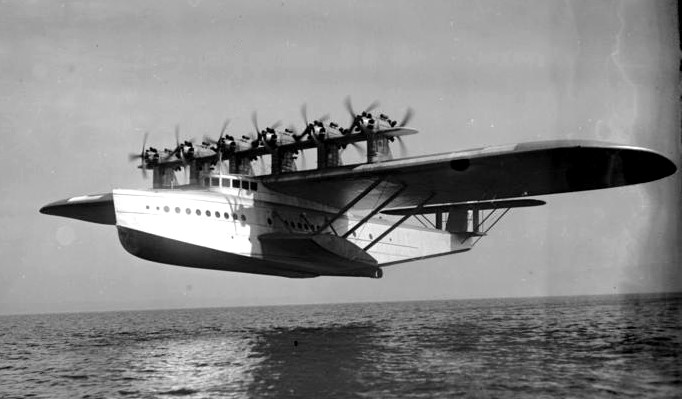
Dornier Do X (1929)
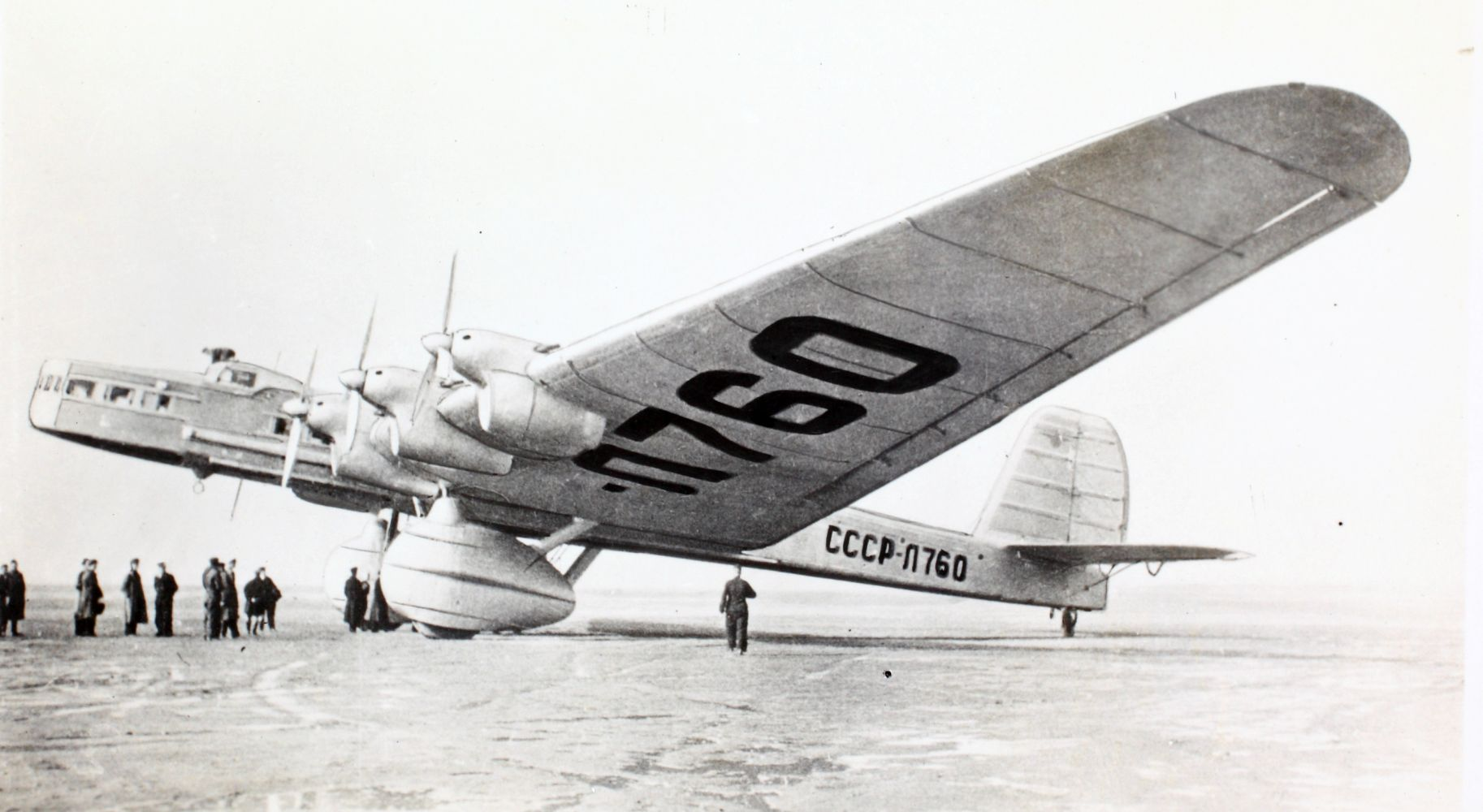
Tupolev ANT-20 « Maxime Gorki » (1934)
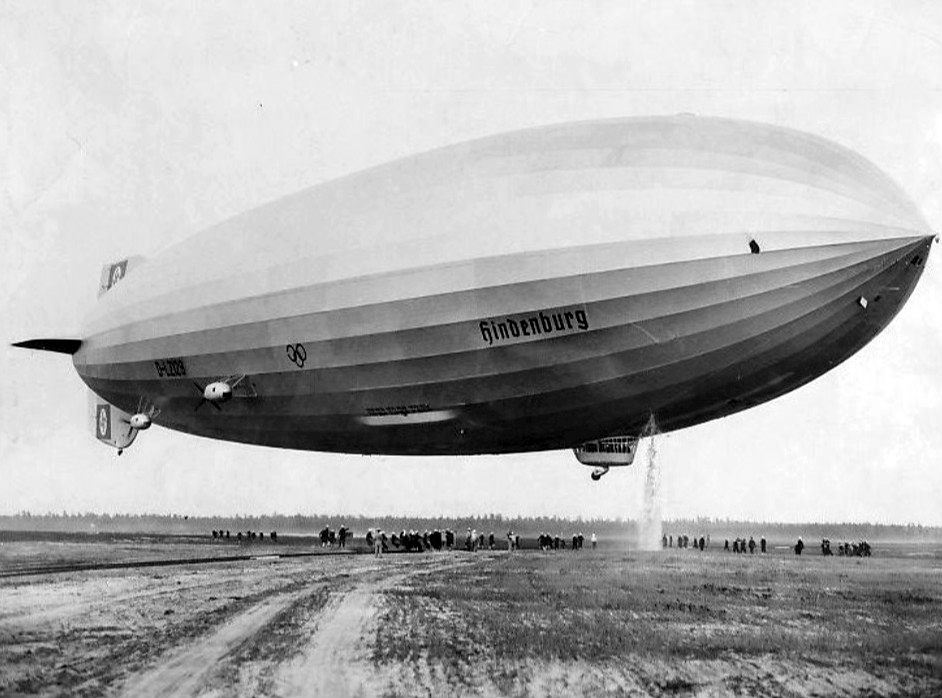
LZ 129 Hindenburg (1936)
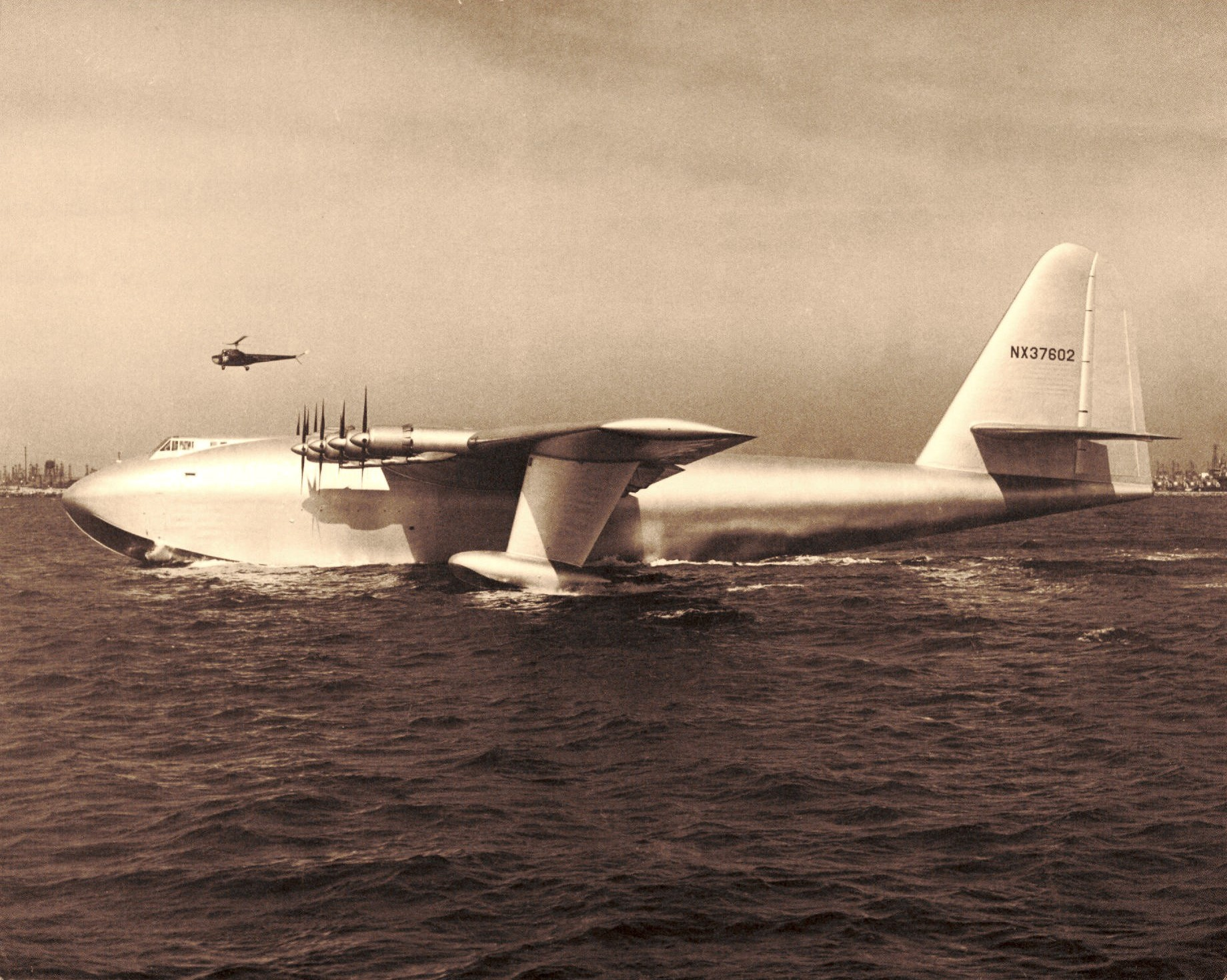
Hughes H-4 Hercules (1947)